# Wellingborough
Wellingborough (Pronunciata /ˈwɛlɪŋbrə/ o Wellingbruh) è una città di 49 087 abitanti della contea del Northamptonshire, in Inghilterra. Per gli amanti dei Radiohead è conosciuta per aver dato i natali a Thom Yorke, frontman di questa band. Inoltre è ricordata dagli storici come patria natale del modesto e dubbio eroe locale Paul Pindar, conosciuto come Hero of the Liverpool Tavern dovuto al fatto che la sua casa fu trasformata dapprima in una taverna e poi distrutta per far posto alla stazione di Liverpool Street di Londra. Fu grande amico di Sir Christopher Hatton .

## Storia
Wellingborough era la capitale delle manifatture di scarpe e lo è stata per secoli.
Durante la Guerra civile inglese, Oliver Cromwell marciò fino a Wellingborough per ordinare 20 000 paia di stivali per i suoi soldati.

## Amministrazione

### Gemellaggi
- Niort
- Wittlich